# Усть-Емца
Усть-Емца — деревня в Холмогорском районе Архангельской области. Входит в состав Емецкого сельского поселения.
Согласно Уставу Святослава Ольговича 1137 года, среди погостов Русского Севера в Заволочье, призванных контролировать торговые речные пути, упоминается Устье Емцы в месте впадения реки Емцы в Северную Двину. В Великом Новгороде на Троицком-XV раскопе при раскопках усадьбы Ж в слое второй половины XII века была найдена деревянная дощечка-бирка из можжевельника длиной ок. 15 см с надписью «ꙊСТЪЄѢМЪЧѢ» (Устье Емцы), вырезанной красивым почерком.

## География
Усть-Емца находится на левом берегу реки Емцы у её впадения в Северную Двину. Выше Усть-Емцы по течению находятся деревни Нижний Конец и Золотка. К востоку от Усть-Емцы на правом берегу Северной Двины находятся деревни Погост и Плахино.

## Население
| 2002 | 2010 | 2012 |
| ---- | ---- | ---- |
| 5    | ↘0   | ↗1   |

### Карты
- Усть-Емца на карте Wikimapia